# لوئیس دلامیر
لوئیس دلامیر (انگلیسی: Louise Delamere؛ زادهٔ ۱۷ ژوئن ۱۹۶۹) بازیگر اهل انگلستان است. وی دانش‌آموختهٔ «او در آکادمی سلطنتی موسیقی و نمایش اسکاتلند» در گلاسگو است.
از فیلم‌ها یا برنامه‌های تلویزیونی که وی در آن نقش داشته‌است، می‌توان به قاضی درد، شهر هالبی، داستان روح‌های ازدست‌رفته، تورچ وود، دکتر مارتین و پوآرو اشاره کرد.